# 3786 Yamada
3786 Yamada (1988 AE) là một tiểu hành tinh vành đai chính. T. Kojima phát hiện ra nó vào ngày 10 tháng 1 năm 1988 tại Chiyoda.